# 탭소닉 링스타
탭소닉 링스타는 네오위즈모바일에서 만들어 네오위즈인터넷에서 배포하는 리듬 게임이다. 오디션 시스템이 내장되어 있으며 에너지를 소비하여 음원을 무료로 플레이할 수 있다. 현재 피망 플러스를 연동한 탭소닉 링스타는 서비스가 중단되었다.

## 게임 모드
- 연습 모드: 무작위로 제공되는 여러 음원 중 하나를 가지고 선택해 플레이할 수 있다. 더 많은 음원을 보려면 스타 포인트가, 음원 슬롯을 추가하려면 코인이 필요하다. 코인으로 음원 중 하나를 보관함에 보관할 수도 있다. 오디션에 최초 1회 합격했을 때에는 음원 슬롯이 추가된다.
- 오디션: 레벨 10부터 플레이할 수 있다. 스타카드의 능력치를 스타 포인트로 올리고 나서 오디션을 선택하면 주어진 음원을 가지고 플레이하면 된다. 단 총 능력치에 따라 참가할 수 있는 오디션이 제한되어 있다. 심사위원 5명 중 임의의 3명이 평가를 하게 된다.

## 노트
- 베이직 노트: 판정 영역을 터치하면 된다. (주황)
- 롱 노트: 이동 방향에 따라 슬라이드하면 된다. (파랑)
- 홀드 노트: 초록색의 바가 사라지는 만큼 누르고 있으면 된다. (초록)
- 스윙 노트: 판정 영역에 맞게 화살표 방향대로 빠르게 슬라이드하면 된다.

## 같이 보기
- 리듬 게임
- 탭소닉